# 10048 Grönbech
10048 Grönbech è un asteroide della fascia principale. Scoperto nel 1986, presenta un'orbita caratterizzata da un semiasse maggiore pari a 3,0907506 au e da un'eccentricità di 0,0688574, inclinata di 16,51276° rispetto all'eclittica.
L'asteroide è dedicato all'astronomo danese Bent Grönbech.